# Ved Buens Ende
I Ved Buens Ende erano un gruppo musicale avant-garde metal/black metal con influenze jazz proveniente dalla Norvegia.

## Storia
La band nacque nel 1994 per sciogliersi la prima volta nel 1997; nel 2006 si riunirono, registrando un demo, ma si sciolsero definitivamente nel 2007, poiché i membri decisero di concentrarsi sui loro progetti principali.

## Formazione
- Yusef "Vicotnik" Parvaz - chitarra, voce (Dødheimsgard)
- Hugh Steven James "Skoll" Mingray - basso (Arcturus, Fimbulwinter, Ulver)
- Carl-Michael "Czral" "Aggressor" Eide - batteria, voce (Aura Noir, Cadaver Inc, Dødheimsgard, Infernö, Virus (Nor))

## Discografia
Album in studio
- 1995 - Written in Waters

Demo
- 1994 - Those Who Caress the Pale

EP
- 2002 - ...Coiled in Obscurity (Bootleg)